# Skoki na poduszce blob

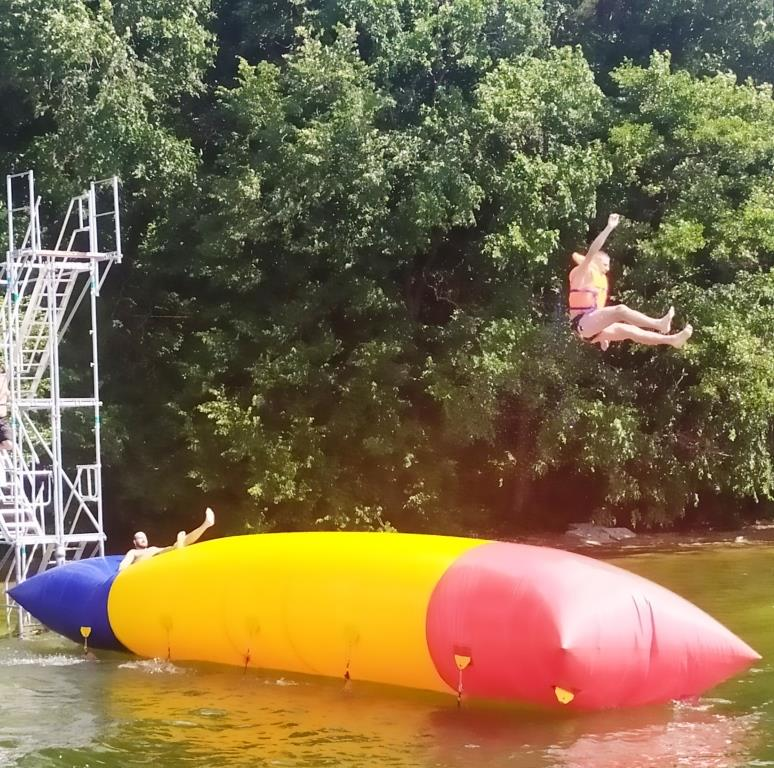
Blob jump na plaży w Kretowinach, rok 2020

Skoki na poduszce blob (ang. blob jumping) – to wykonywanie skoków do wody po wyrzuceniu z poduszki dmuchanej, po skoku na nią z drugiej strony innej osoby lub osób.
Ta nowa aktywność sportowa przywędrowała do Polski ze Stanów Zjednoczonych. Skoczek wchodzi na jeden koniec poduszki i czeka, aż ktoś inny skoczy na jej powierzchnię z drugiej strony. Gwałtowny przepływ masy powietrza wyrzuca skoczka na kilka, a nawet kilkanaście metrów w górę. W locie może wykonać on różne ewolucje, po czym wpada do wody.
Poduszki blob jump, podobnie jak popularne dmuchańce do rekreacji, wykonane są z wytrzymałej plandeki PVC, przypominają nieco ratownicze skokochrony, lecz odróżniają się kształtem, który jest zbliżony do wydłużonego cygara. Obok poduszki znajduje się wieża, z której skacze osoba bądź osoby wybijające zawodnika w górę. Ze względów bezpieczeństwa skoczek jest ubrany zwykle w kapok, czasem też w kask ochronny.